# En Órbita (álbum)
En órbita es el segundo álbum de la agrupación musical Los Destellos, en él se muestran canciones instrumentales y algunas coreadas. Fue editado originalmente en 1969 por la compañía discográfica Odeón del Perú. En 2018 fue reeditado y lanzado a plataformas digitales por Iempsa conjuntamente con CAL Comunicaciones/Discos Eternos.

## Lista de canciones
| Lado A |                       |                                      |          |  |
| N.º    | Título                | Escritor(es)                         | Duración |  |
| 1.     | «El pollito»          | Enrique Delgado                      | 2:11     |  |
| 2.     | «Cucaracha»           | Eulogio Molina                       | 2:29     |  |
| 3.     | «Descarga Destellos»  | Rodolfo Casaretto, Carlos Curreonero | 3:27     |  |
| 4.     | «Frenética guajira»   | Enrique Delgado                      | 2:04     |  |
| 5.     | «Cumbia morena»       | Deleey Gutiérrez                     | 2:35     |  |
| 6.     | «Cumbia del desierto» | Abel Ferreira                        | 2:23     |  |
| 15:09  |                       |                                      |          |  |

| Lado B |                             |                                     |          |  |
| N.º    | Título                      | Escritor(es)                        | Duración |  |
| 7.     | «Divina montaña»            | Giacomo Franchini                   | 3:03     |  |
| 8.     | «Para Elisa»                | Ludwig van Beethoven, Los Destellos | 2:50     |  |
| 9.     | «Boogaloo de Los Destellos» | Enrique Delgado                     | 2:34     |  |
| 10.    | «Virgencita»                | Andrés de Colbert                   | 2:02     |  |
| 11.    | «Ivanna»                    | Enrique Delgado                     | 2:45     |  |
| 12.    | «Ritmo jalaíto»             | Eulogio Molina                      | 1:49     |  |
| 15:03  |                             |                                     |          |  |

## Créditos
En Orbita
- Enrique Delgado Montes: Primera Guitarra
- Fernando Quiroz: Segunda Guitarra
- Tito Caycho: Bajo
- Carlos Ramírez: Batería